# Škerjanec
Škerjanec je priimek več znanih Slovencev:
- Adolf Škerjanec/Adolf Željko Škrjanc? (*1923?), izseljenski/zamejski? literat
- Alojz Škerjanec (1923—1945), partizan
- Ciril Škerjanec (1936—2009), violončelist in pedagog
- Igor Škerjanec (*1962), violončelist in pedagog
- Janez Škerjanec (1925—2000), ekonomist, univ. prof.
- Lojze Škerjanec (1892—?), amaterski igralec
- Peter Škerjanec (*1942), dirigent, zborovodja, pianist in glasbeni pedagog